# Irini Papas
Irini Papas (gr. Ειρήνη Παππάς), właśc. Irini Leleku (gr. Ειρήνη Λελέκου, ur. 3 września 1926 lub 1929  w Chiliomodi w Koryntii, zm. 14 września 2022 tamże) – grecka aktorka.
Karierę artystyczną zaczęła w wieku 10 lat występując na scenie jako śpiewaczka. W filmie zadebiutowała w 1950. W latach 1950–2003 zagrała w ponad 80 filmach, odtwarzając m.in. tytułowe role w adaptacjach klasycznych greckich tragedii (Antygona i Elektra). Udzielała się również muzycznie:
- w 1970 wystąpiła gościnnie na płycie 666 grupy Aphrodite’s Child,
- w 1979 nagrała wraz z Vangelisem płytę Ody (Odes)[5],
- w 1986 z tym samym artystą nagrała płytę Rapsodies[6].

## Filmografia
- 1961: Działa Navarony (The Guns of Navarone) jako Maria
- 1961: Antygona (Antigoni) jako Antygona
- 1962: Elektra (Ilektra) jako Elektra
- 1964: Grek Zorba (Alexis Zorbas) jako wdowa
- 1969: Anna tysiąca dni (Anne of the Thousand Days) jako Katarzyna Aragońska
- 1969: Z jako Helene
- 1972: Nie torturuj kaczuszki (Non si sevizia un paperino) jako Aurelia Avallone
- 1973: Piąta ofensywa (Sutjeska) jako partyzantka
- 1979: Krwawa linia (Bloodline) jako Simonetta Palazzi
- 1979: Chrystus zatrzymał się w Eboli jako Giulia
- 1983: Eréndira(inne języki) jako babka
- 1989: Wyspa jako markiza
- 1994: Jakub jako Rebeka
- 2001: Kapitan Corelli (Captain Corelli’s Mandolin) jako Drosoula
- 2003: Ruchome słowa (Um filme falado) jako Helena

## Odznaczenia
- 1998 – Komandor Orderu Sztuki i Literatury (Francja)[7]